# Фруаси
Фруаси (фр. Froissy) — коммуна на севере Франции, регион О-де-Франс, департамент Уаза, округ Клермон, кантон Сен-Жю-ан-Шоссе. Расположена в 18 км к северо-востоку от Бове и в 40 км к югу от Амьена, в 2 км от автомагистрали А16 "Европейская".
Население (2018) — 897 человек.

## Достопримечательности
- Церковь Нотр-Дам XVI века

## Экономика
Уровень безработицы (2017) — 8,8 % (Франция в целом — 13,4 %, департамент Уаза — 13,8 %). 

Среднегодовой доход на 1 человека, евро (2018) — 20 370 (Франция в целом — 21 730, департамент Уаза — 22 150).

## Демография
Динамика численности населения, чел.

## Администрация
Пост мэра Фруаси с 2020 года занимает Микаэль Фигё (Mikaël Feigueux). 